# マット・スローソン
マット・スローソン（Matt Slauson 1986年2月18日- ）はオハイオ州シンシナティ出身の元アメリカンフットボール選手。現役時代のポジションはガード。

## 経歴

### プロ入りまで
ネブラスカ大学に入学、1年次の2005年は、当初スペシャルチームの一員としてPATやFGの時に起用された。シーズン終盤には、オフェンスラインのローテーションにも入った。2年次の2006年には、右タックルとして11試合に先発出場、最後の2試合は足の負傷により欠場した。コットンボウルでチームに復帰したが、出場時間は限定的なものであった。この年チームのトータルオフェンスは全米14位となり、4人のランニングバックは合計で2,400ヤードを走り、26タッチダウンをあげた。またQBザック・テイラーは大学のシーズンパス記録を更新、カンファレンスの最優秀攻撃選手に選ばれた。スローソンもAP通信などのメディアから、カンファレンスのセカンドチームに選ばれた。3年次の2007年には、右ガード及び左右のタックルとして8試合の先発を含む12試合に出場した。シーズン当初は、右ガードの先発の座をマイク・ハフと交代交代で起用され、カンザス州立大学戦では左タックル、最終週のコロラド大学戦では右タックルとして先発した。この年チームのトータルオフェンスは1試合平均468.2ヤードを獲得、パスオフェンスは大学記録となる1試合平均323.8ヤードを獲得した。オフェンスラインはパス296回中、18サックしか許さなかった。4年次の2008年に右ガードとして全13試合に先発し、ビッグ12カンファレンスのセカンドチームに選ばれる活躍を見せた。

### NFL
2009年のNFLドラフト6巡でニューヨーク・ジェッツに指名されて入団した。当時のオフェンスラインコーチ、ビル・キャラハンは、ネブラスカ大学時代のヘッドコーチを務めたことがあり、スローソンを指導したことがあった。1年目の2009年は、ガードとセンターで3試合に出場した。
2010年、ジェッツがアラン・ファニカを放出すると、ドラフトで指名されたヴラディミール・デュカスとポジションを争い、開幕から先発の座を確保した。
2011年11月、デトロイト・ライオンズのエンダムカン・スーに批判が集まった際、大学時代のスーは、チームメートから慕われる存在ではなかったことを明かし、他の現役選手を現役引退に追い込むことができる力を持つスーを、コントロールする必要があると語った。同年12月、プレーオフ出場が厳しくなり、批判が集まるマーク・サンチェスを擁護した。
2012年は、全試合に先発出場し、相手選手にサックを許さなかった。10月8日に行われたヒューストン・テキサンズ戦でブライアン・クッシングの膝下にカットブロックを行い、クッシングは左膝ACLを断裂し、シーズン絶望となった。このプレーで反則のコールはされなかったが、その後不正なピールバックブロックであったとして、1万ドルの罰金をNFLから課された。なお2013年からは、これまでタックルボックス内であれば認められていたピールバック・ブロックが、タックルボックス内でも禁止となり、15ヤードの反則になることが決まった。
2013年3月29日、シカゴ・ベアーズと1年契約を結んだ。この年ベアーズはNFL2位の445得点、トータル獲得ヤード6,109、パス獲得ヤード4,450、TDパス32、ファーストダウン獲得344回はいずれもチーム記録となった.。
2014年1月2日、ベアーズと4年間の契約延長を果たした。2014年のニューイングランド・ペイトリオッツ戦で胸筋を断裂、シーズン残り試合を欠場した。
2016年5月1日、ベアーズを解雇された。5月7日、サンディエゴ・チャージャーズと2年契約を結んだ。この年、センターとして全16試合に先発出場した。
2017年は左ガードとして先発出場した。第7週のデンバー・ブロンコス戦で上腕二頭筋を負傷し、故障者リスト入りし、残り試合を欠場した。
2018年3月20日、インディアナポリス・コルツと1年300万ドルで契約を結んだ。開幕から5試合は右ガードとして先発したが、10月8日に故障者リスト入りした。
2019年2月6日、現役引退を表明した。

## 人物
幼少の頃、吃音と言語障害を患っていた。
ランブロッカーとして評価されている。